# IX. Zivilsenat des Reichsgerichts
Der IX. Zivilsenat des Reichsgerichts war ein Spruchkörper des Reichsgerichts. Es handelte sich um einen von insgesamt fünf bis neun Senaten, die sich mit Zivilsachen befassten. Er bestand von April 1930 bis November 1932. Senatspräsident war Alfons David, der zugleich dem VIII. Zivilsenat vorsaß. Weitere Besetzung 1930: Bernhard Ehrlich, Franz Schleyer, Werner Pinzger, Kurt Sonntag und drei Hilfsrichter.
Als sogenannter „Entlastungssenat“ war der IX. Zivilsenat insbesondere zuständig für Ehesachen aus den Oberlandesgerichtsbezirken Darmstadt, Frankfurt a. M., Hamm, Karlsruhe, Kassel, Kiel, Oldenburg, Rostock und Stuttgart (übernommen vom IV. Zivilsenat) sowie für Schadensersatz wegen unerlaubter Handlungen (übernommen vom VI. Zivilsenat).